# Priekopa
Priekopa é um município da Eslováquia, situado no distrito de Sobrance, na região de Košice. Tem 12,66 km² de área e sua população em 2018 foi estimada em 285 habitantes.

## Demografia
| Ano:        | 1994 | 2004    | 2014   | 2024   |
| ----------- | ---- | ------- | ------ | ------ |
| Broj ljudi: | 258  | 300     | 292    | 278    |
| Razlika:    |      | +16,27% | -2,66% | -4,79% |

| Ano:               | 2023 | 2024   |
| ------------------ | ---- | ------ |
| Número de pessoas: | 277  | 278    |
| Diferença:         |      | +0,36% |